# Верлиока (мультфильм)

Кадр из мультфильма

«Верлиока» — советский рисованный мультфильм 1957 года, экранизация одноимённой русской народной сказки режиссёра Александры Снежко-Блоцкой, первая её самостоятельная работа.

## Сюжет
Мультфильм снят по мотивам русских народных сказок. Ёжик сорвал себе цветок, но вдруг один из Зайцев предупреждает Ёжика о злом Верлиоке — мифологическом одноглазом существе. Тогда Ёжик бросает цветок и убегает вместе с другими Зайцами. Верлиока выходит из леса и прогуливается, напевая злобные песни и совершая различные акты вандализма и хулиганства. Сначала он костылём сломал мухомор, под которым прятался Ёжик. Когда Ёжик убежал, бросив мухомор, Верлиока размахнулся костылём и ударил мухомор, сметя его остатки.
Ёжик тем временем предупреждает жителей пруда о появлении Верлиоки. Лягушки прячутся, а Селезень попадается Верлиоке, который схватил его костылём. Селезень попытался сбежать, из-за чего Верлиока, не удержав его, случайно отрывает ему хвост и бросается в погоню, но натыкается на корень дуба и падает. Подойдя к дубу, Верлиока сметывает костылём с него различные листья и жёлуди и топчет их. Вскоре на голову Верлиоки случайно упал живой Жёлудь. Не вытерпев этого, Верлиока пытается раздавить его. Тот, убегая, прячется под корнем дуба, из-за чего Верлиока случайно ломает свой сапог. Жёлудь смеётся над ним, но Верлиока пригрозил ему, что как только он починит сапог, он всё равно его раздавит. И он отправляется чинить сапог, но находит по дороге верёвку, подвязывает одной половиной сапог, а другую отрывает.
В это время в соседней деревне дедушка и внучка спокойно выращивали горох. Когда горох вырос, внучка сказала дедушке, чтобы тот отдохнул, а сама принялась стеречь горох. Когда птицы подлетели к гороху, чтобы попробовать, внучка прогнала их. Те предупреждают о появлении Верлиоки, который, увидев горох и обрадовавшись, немедленно начал засовывать его в мешок. Внучка всячески пыталась этому воспрепятствовать, и Верлиока решил забрать с собой и её, засунув в мешок с горохом, чтобы та ему служила. Внучка зовёт на помощь дедушку, и тот сразу выходит из дома и идёт в огород. Не найдя внучку, дедушка сразу же принялся окликать её. Ёжик услышал это и напомнил дедушке, что его внучку унёс Верлиока. Тогда дедушка сразу же берёт палку, чтобы отомстить Верлиоке и вернуть назад внучку. По просьбе Ёжика дедушка взял его с собой. По пути к ним присоединились Верёвочка, Жёлудь и Селезень, также обиженные Верлиокой.
Верлиока принёс дедушкину внучку домой и приказал сварить ему гороховый кисель, а сам отвязывает половину верёвки от сапога и уходит чинить его по-настоящему. Когда Верлиока ушёл чинить сапог, внучка поняла, что в плену, и заплакала в отчаянии. Но ожившая половина верёвки успокаивает внучку и ползёт на поиски друзей, чтобы указать им дорогу к дому Верлиоки.
Друзья тем временем шли к дому Верлиоки, но заблудились. Ёжик сказал друзьям идти направо, но Селезень сказал, что дом Верлиоки налево. Дедушка подтвердил позицию Ёжика, и все дружно пошли направо. Однако Селезень оказался прав: дом Верлиоки действительно налево (об этом напомнила половина верёвки, которой Верлиока сапог подвязал). Обе половины верёвки воссоединяются, и Верёвочка указывает друзьям путь к дому Верлиоки.
Внучка тоскует в одиночестве, но убеждается в обратном — друзья находят дом Верлиоки, и дедушка воссоединяется с внучкой. За помощь внучка благодарит Верёвочку (указала дорогу) и Ёжика (первый увидел происходящее). Вскоре подкарауливающий Верлиоку Жёлудь предупреждает о его появлении, и друзья придумывают хитроумный план: Ёжик сворачивается в клубок, дедушка встаёт у двери вместе с палкой, Селезень прячется в ведре, а Жёлудь — в подполье. Пнув ногой дверь, Верлиока приказывает внучке подать ему кисель. А когда он сел за стол, то на скамейке оказался свернувшийся в клубок Ёжик. Верлиока, завыв от боли, вскакивает. Найдя Селезня, Верлиока спрашивает у него, как он сюда попал. Тот отвечает, что принёс ему «подарок» — Жёлудь, из-за которого у него подмётка оторвалась. Когда Верлиока отпустил Селезня, тот достаёт Жёлудя из подполья и кладёт его в ложку. Верлиока подошёл поближе посмотреть на Жёлудя, но Селезень сажает того Верлиоке на нос, и Жёлудь выбил своему обидчику глаз. Ослепнув, Верлиока сначала попадает в печь, и у него на голове оказывается котёл. Затем он сталкивается с посудным шкафом, и вся посуда разбивается. Наконец, Верлиока доходит до двери, где Верёвочка привязала его, и дедушка ударил его палкой по заду. От удара Верлиока вылетает из дома и, бежа без оглядки, тонет в болоте.

## Создатели
Над фильмом работали:
- Сценаристы: Николай Эрдман, Александра Снежко-Блоцкая
- Режиссёр: Александра Снежко-Блоцкая
- Художники-постановщики: Григорий Козлов, Гражина Брашишките
- Композитор: Владимир Юровский
- Оператор: Михаил Друян
- Звукооператор: Николай Прилуцкий
- Художники-мультипликаторы: Геннадий Новожилов, Владимир Пекарь, Борис Бутаков, Елена Хлудова, Елизавета Комова, Владимир Крумин, Борис Чани
- Роли озвучивали[5]:
  - Эраст Гарин — Верлиока
  - Юрий Хржановский — ёжик
  - Георгий Вицин — заяц / селезень
  - Галина Иванова — жёлудь
  - Галина Новожилова — внучка Дашенька
  - Георгий Милляр — дед
  - Лилия Гриценко — верёвочка